# Malbec

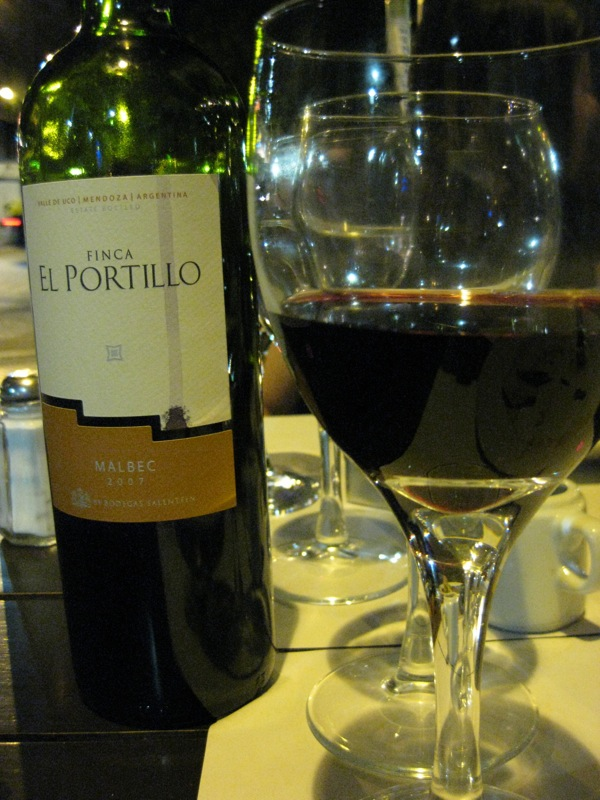
Argentin malbec

A malbec egy kékszőlő-fajta. Leginkább Franciaországhoz (Cahor) és Argentínához (Mendoza) kötődik. E két országban a világ malbec termőterületeinek 77 %-a található.
A malbecből vörösbort készítenek. Borai általában mély színűek, intenzívek, tanninban gazdagok. A malbecet gyakran házasítják a cabernet fajtákkal illetve a merlot-val.